# Charles B. Wheeler Downtown Airport
Charles B. Wheeler Downtown Airport (IATA: MKC, ICAO: KMKC, FAA LID: MKC), också känd som Kansas City Downtown Airport, är Kansas Citys näst största flygplats. Den ligger några kilometer norr om centrala Kansas City, Missouri i USA. Den invigdes 1927 och var Kansas Citys första flygplats med kommersiell trafik. När Kansas City International Airport invigdes 1972 försvann mycket av den kommersiella trafiken och flygplatsen trafikeras nu mest av företagsflyg, charter och privatplan.